# Cloître de Chalais
Le cloître de Chalais est un ancien cloître situé à Chalais, en France. Il dépendait de l'église paroissiale Saint-Martial.

## Localisation
Le cloître est situé sur la commune de Chalais, dans le sud du département de la Charente. Il est situé en haut du bourg, à l'extérieur, adossé à l'église paroissiale Saint-Martial. 

## Historique
Le prieuré de Chalais a été fondé par l'abbaye Saint-Martial de Limoges. Il était régulier à l'origine, puis conventuel, et a compté jusqu'à 12 membres au XIIIe siècle. La conventualité a cessé au XVe siècle, à l'époque où le roi de France Charles VII a repris Chalais aux Anglais en 1453.
En 1569, le prieuré était dévasté par les protestants lors des guerres de religion. En 1629, il a été cédé aux moines de l'ordre de Saint-Augustin venus fonder un couvent. Françoise de Montluc, dame de Chalais et veuve de Daniel Talleyrand, comte de Chalais, donna aux religieux une habitation, un logis prieural et une rente, en échange de leur intervention dans les paroisses, l'administration des sacrements et l'instruction des jeunes.
Après la Révolution, le bâtiment servit de gendarmerie jusqu'en 1850. L'église et le cloître furent restaurés vers 1869.

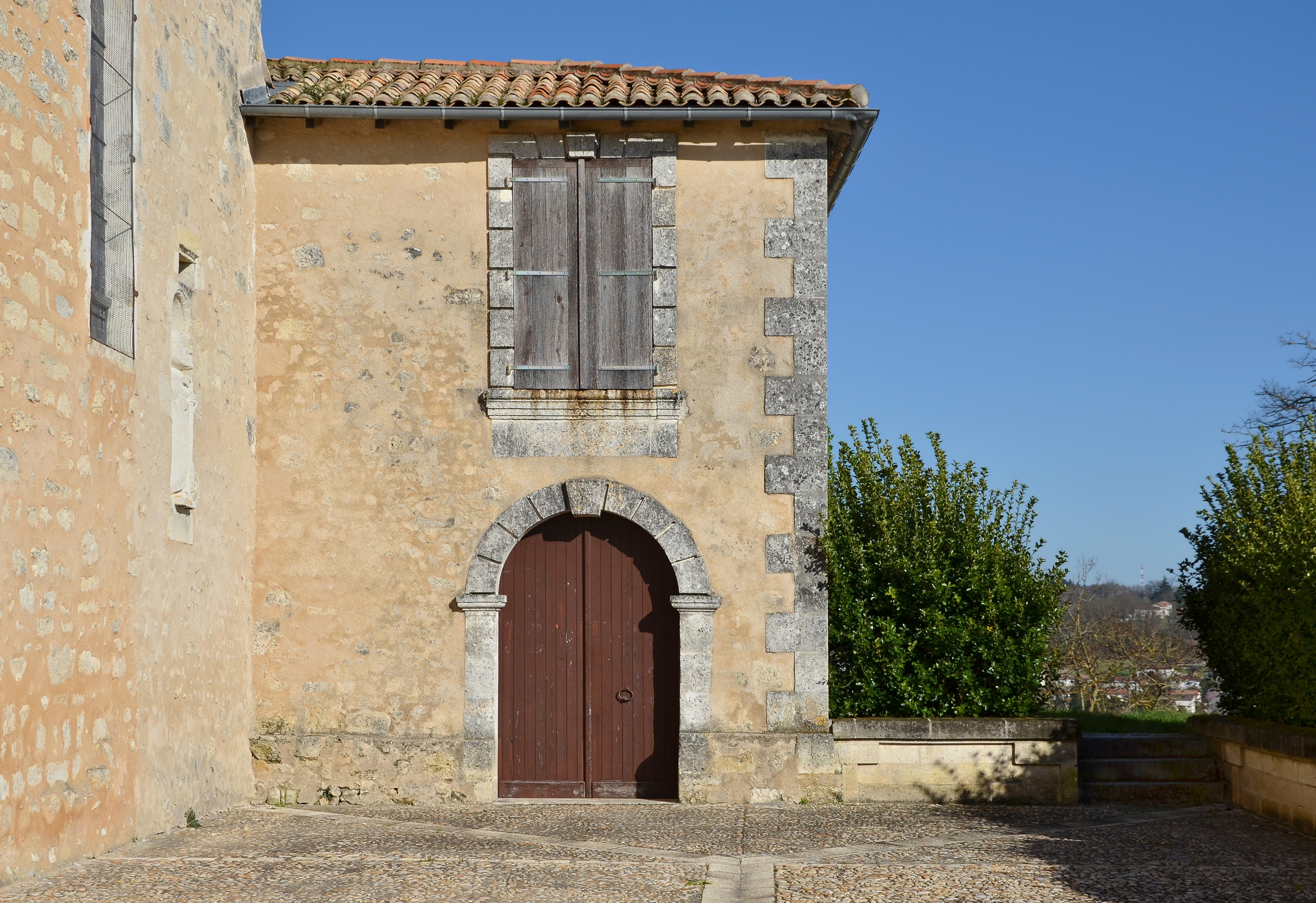
L'ancienne entrée du cloître en 2014.

En 1879, le cloître fut légué par son propriétaire, Hélie Roger Louis Talleyrand, à l'hospice de Chalais. Il est devenu maison de retraite et est géré depuis 1984 par la mairie de Chalais.
L'édifice est inscrit au titre des monuments historiques depuis 1991.

## Architecture
Le cloître, carré, s'ordonne autour de l'église Saint-Martial. Seule l'abside de l'église, rajoutée au XIXe siècle, en vient interrompre les arcatures. Celles-ci s'élèvent en plein cintre sur chaque côté du carré, à bossages, et ferment la galerie. Le cloître possède aussi une galerie haute et ouverte, qui est entourée d'une balustrade en pierre et d'où s'élèvent, au droit des piliers du rez-de-chaussée, des piliers carrés qui soutiennent la toiture.

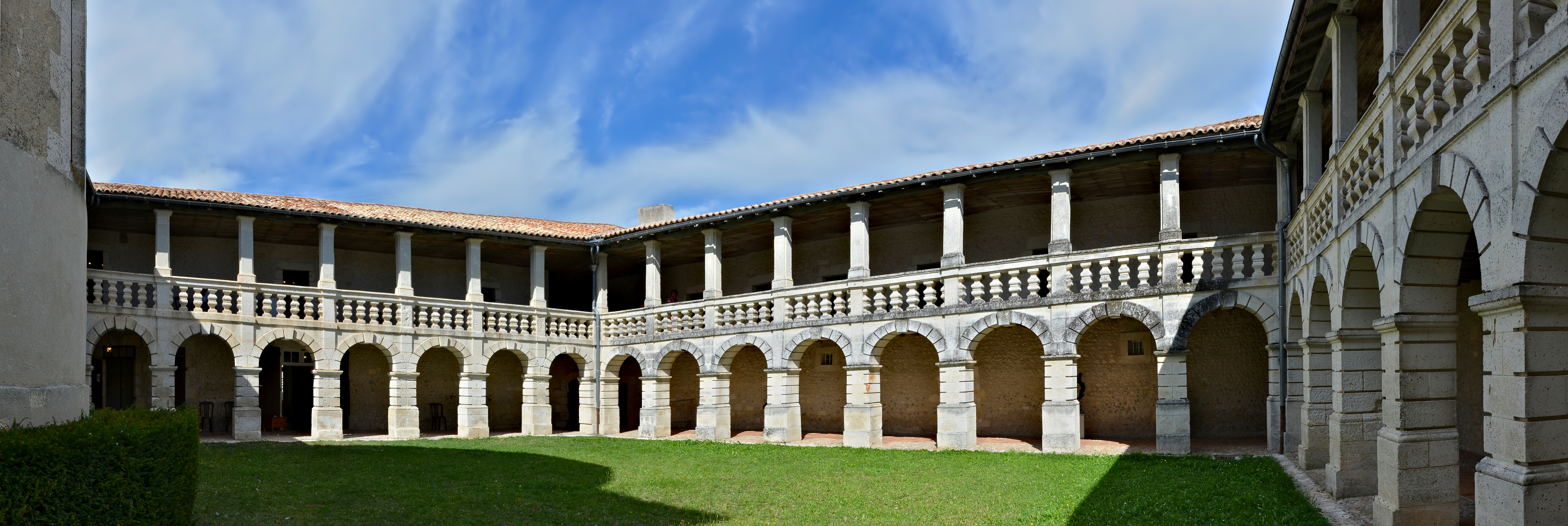
Vue panoramique de la galerie.